# Sachembijenoliekever
De sachembijenoliekever (Sitaris muralis) is een keversoort uit de familie van oliekevers (Meloidae). De wetenschappelijke naam van de soort is voor het eerst geldig gepubliceerd in 1771 door Johann Reinhold Forster.
De soort parasiteert op verschillende sachembijen  uit het geslacht Anthophora, in Nederland vooral op de gewone sachembij (Anthophora plumipes). De eitjes worden in de buurt van nesten van deze bijen gelegd. De larven, die in september en oktober uit het ei komen, overwinteren eerst in de eiresten. In het voorjaar klampen ze zich vast aan een mannetje. Tijdens de paring springen ze over naar een vrouwtje, die ze mee het nest in neemt. Legt de vrouwtjesbij een ei, dan laat de larve zich in de broedcel vallen om het ei leeg te eten en vervolgens de voedselvoorraad.